# 8 березня
8 березня — 67-й день року (68-й у високосні роки) в григоріанському календарі. До кінця року залишається 298 днів.

## Свята і пам'ятні дні

### Міжнародні
ООН: Міжнародний день боротьби за права жінок і міжнародний мир

### Релігійні

#### Християнство
- День Святого Теофілакта.
- День Святого Іоанна Божого.
- Річниця Львівського псевдособору.

Православ'я:
- День святого Теофілакта.
- Апостола Єрма.
- Священномученика Феодорита, пресвітера Антіохійського.
- Преподобного Дометія.

## Іменини
✙ Православні: Теофілакт.
✝  Католицькі: Теофілакт

## Події
- 1010 — Фірдоусі закінчив складення епосу іранських народів «Шах-наме».
- 1126 — після смерті Урраки Леонської Альфонсо VII проголошений королем Кастилії і Леона.
- 1169 — почалася чотириденна облога Києва силами Андрія Боголюбського.
- 1387 — у Львові відбулася офіційна коронація Ядвіґи Анжуйської, польської королеви.
- 1576 — іспанський дослідник Дієго Гарсія де Паласіо вперше оглядає руїни древнього міста цивілізації мая Копан.
- 1658 — Роскілльський договір: Після руйнівної поразки в Північній війні (1655—1661) Фредерік III, король Данії — Норвегії, змушений віддати майже половину своєї території Швеції, щоб зберегти решту.
- 1702 — Анна Стюарт, молодша сестра Марії II, стає королевою-регентом Англії, Шотландії та Ірландії.
- 1736 — Надер Шах, засновник династії Афшаридів, коронований шахом Ірану.
- 1759 — французький уряд відкликав дозвіл на друк «Енциклопедії» Дідро та д'Аламбера.
- 1764 — Катерина II секуляризувала церковні володіння в Російській імперії.
- 1775 — анонімний письменник, який, на думку деяких, був Томасом Пейном, публікує «Африканське рабство в Америці», першу статтю в американських колоніях, що закликає звільнити рабів і скасувати рабство.
- 1817 — заснована Нью-Йоркська фондова біржа.
- 1857 — у Нью-Йорку відбувся «марш порожніх каструль», який вважається першопочатком відзначення Міжнародного жіночого дня[3].
- 1910 — французька авіаторка Раймонда де Ларош стає першою жінкою, яка отримала ліцензію пілота.
- 1919 — почалися основні події Єгипетської революції проти британської окупації.
- 1920 — проголошення Арабського Королівства Сирія, першої арабської держави новітнього часу.
- 1944 — за наказом Сталіна органи НКВС провели масову депортацію балкарців до районів Казахстану та Киргизії.
- 1946 — Львівський собор, організований комуністами і Російською Православною Церквою, скасував Берестейську унію, таким чином започаткувавши нищення Української Греко-Католицької Церкви.
- 1950 — Климент Ворошилов офіційно заявив про наявність у СРСР атомної бомби.
- 1963 — унаслідок військового перевороту до влади в Сирії прийшла партія Баас.
- 1971 — боксерський «бій століття» Джо Фрейзер — Мухаммед Алі.
- 1979 — Philips продемонструвала прототип оптичного цифрового аудіодиску в Ейндговені, Нідерланди.
- 1983 — Рональд Рейган у виступі назвав СРСР «Імперією зла».
- 2006 — США скасували обмежувальну зовнішньоторгівельну поправку Джексона–Вейніка відносно України.

## Народились
Дивись також Категорія:Народились 8 березня
- 1494 — Россо Фйорентіно, італійський живописець.
- 1714 — Карл Філіпп Еммануїл Бах, німецький композитор.
- 1822 — Ігнатій Лукасевич, польський та австро-угорський фармацевт, хімік-технолог, винахідник гасової лампи, батько нафтової промисловості на теренах України і Польщі.
- 1879 — Отто Ган, німецький хімік, «батько ядерної хімії», нобелівський лауреат 1944.
- 1886 — Едуард Кендалл, американський хімік.
- 1894 — Вяйне Аалтонен, фінський скульптор-монументаліст, медальєр, театральний художник.
- 1904 — Іван Спаський, український і радянський музейник, мистецтвознавець, історик-нумізмат
- 1906 — Олександр Роу, радянський кінорежисер, постановник казок.
- 1921 — Анна Коломієць, заслужена художниця України, скульпторка.
- 1936 — Гено Адамія, грузинський воєначальник, Національний герой Грузії.
- 1940 — Леонід Осика, український режисер, сценарист.
- 1941 — Андрій Миронов, радянський актор.
- 1952 — Володимир Васютін, український радянський космонавт, Герой Радянського Союзу.
- 1960 — Ольга Слоньовська, українська письменниця.
- 1961 — Леррі Мерфі, канадський хокеїст.
- 1985 — Марія Огісало, фінська політична діячка, міністерка внутрішніх справ Фінляндії.
- 1990 — Петра Квітова, чеська тенісистка.

## Померли
Дивись також Категорія:Померли 8 березня
- 1466 — Франческо Сфорца, італійський військовий і політичний діяч.
- 1723 — Крістофер Рен, англійський архітектор, математик і астроном.
- 1869 — Гектор Берліоз, французький композитор.
- 1917 — Фердинанд фон Цеппелін, конструктор дирижаблів жорсткої системи — цепелінів.
- 1921 — Едуардо Дато, прем'єр-міністр Іспанії, вбитий каталонськими анархістами.
- 1923 — Ян Дидерик ван дер Ваальс, нідерландський фізик, лауреат Нобелівської премії з фізики 1910 року.
- 1942 — Хосе Рауль Капабланка, кубинський шахіст, чемпіон світу з 1921 по 1927 рік.
- 1946 — Фредерік Ланчестер, англійський ерудит і інженер, зробив значний внесок в автомобілебудування, аеродинаміку.
- 1961 — Томас Бічем, британський оперний диригент і балетний імпресаріо.
- 1967 — Олена Кульчицька, українська художниця, килимарка та педагогиня.
- 1971 — Фрітц фон Опель, промисловець, ракетний піонер та мотогонщик. Онук Адама Опеля, виробника швейних машин і велосипедів, засновника компанії «Опель».
- 1993 — Борис Піаніда, український художник, мистецтвознавець і педагог.
- 2005 — Аслан Масхадов, чеченський польовий командир, заступник Джохара Дудаєва, у 1997–2005 рр. — президент Чеченської Республіки Ічкерія.
- 2015 — Григоріс Буніатян, архієпископ, Глава Української єпархії Вірменської Апостольської Церкви.
- 2016 — Джордж Генрі Мартін, британський музичний продюсер, аранжувальник і композитор, відомий своєю співпрацею з гуртом The Beatles.